# Fondo oro

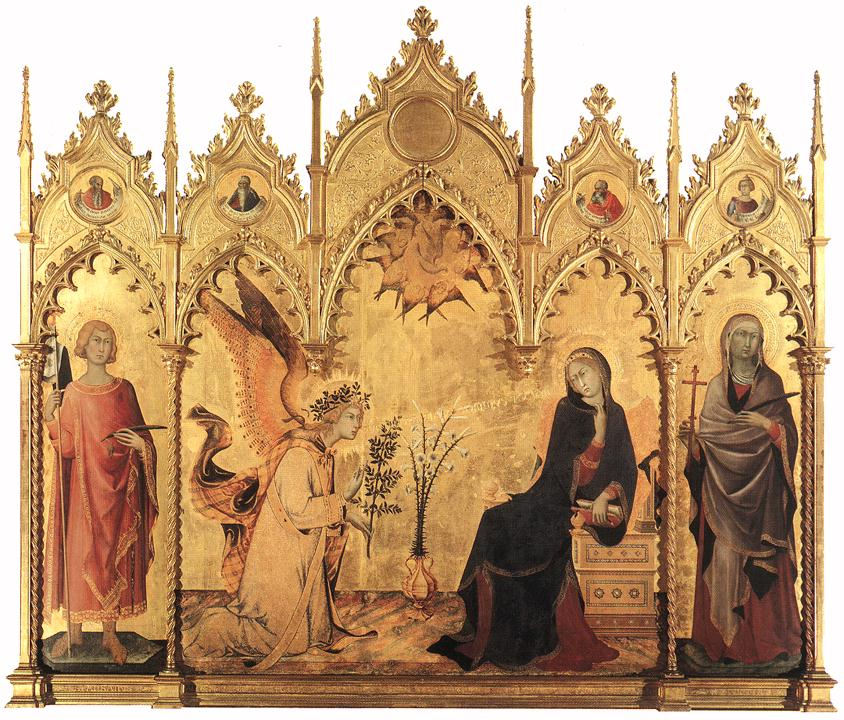
Simone Martini, Annunciazione tra i santi Ansano e Margherita (1333)

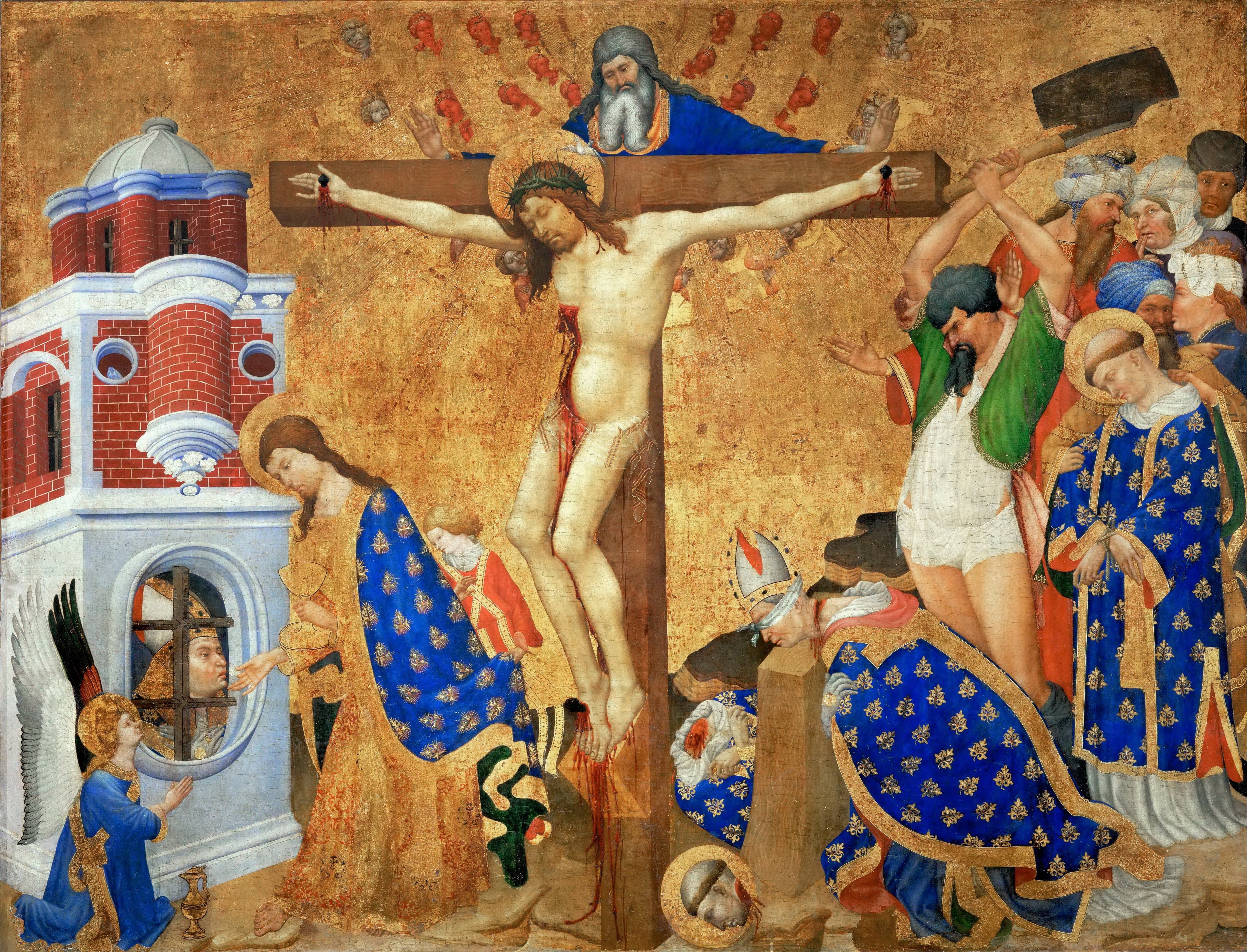
Henri Bellechose, Trinità e storie di San Dionigi (1416)

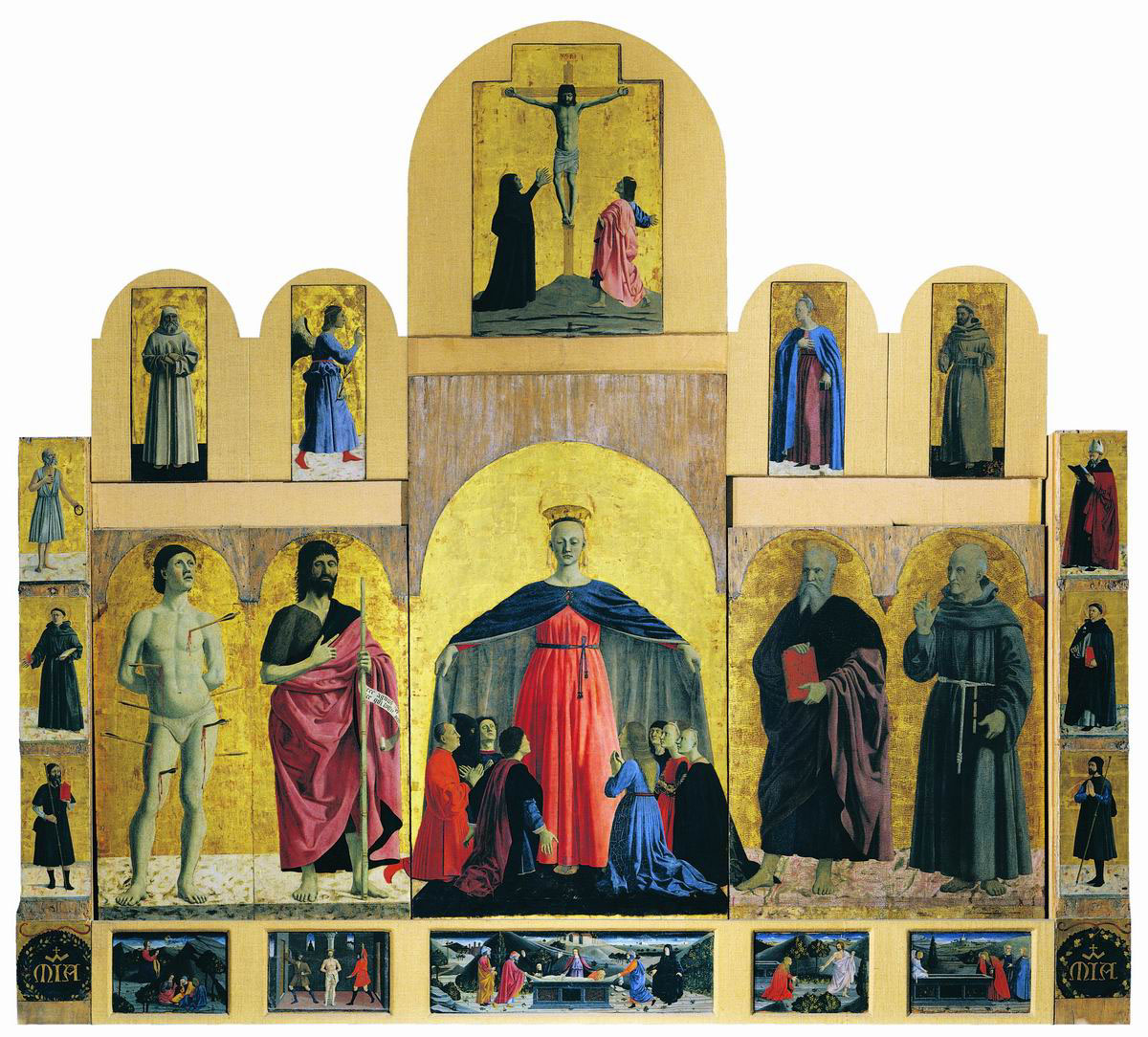
Piero della Francesca, Polittico della Misericordia (1444-1464)

Il fondo oro è una tecnica pittorica che prevede la stesura di foglia oro sullo sfondo dei dipinti. Oggi per estensione si indica con "fondo oro" un dipinto qualsiasi che usa tale tecnica, nonché uno dei settori più ambiti del collezionismo artistico.

## Sviluppo storico
Usato nei mosaici fin dall'epoca paleocristiana, se ne hanno le prime tracce in pittura nell'area bizantina. Venne ripreso in Italia con esempi databili già dal XII secolo. L'oro forniva un colore estremamente luminoso e astratto, che era particolarmente apprezzato nei soggetti sacri per l'effetto mistico. Inoltre aveva uno scopo prettamente devozionale: l'alto costo del materiale era visto come un'offerta alla divinità, che poteva ripagare per alcuni peccati commessi, soprattutto quello di usura. In questo senso era popolare anche l'uso del fondo argento, ma l'ossidazione del materiale rendeva queste opere meno durevoli, infatti se ne sono conservate molte meno. 
Dopo Giotto, nel Trecento, si iniziò a preferire sfondi architettonici e paesistici, riducendo gradualmente, in alcune scuole pittoriche, la percentuale di tavola decorata a oro: in questo senso fu molto all'avanguardia la scuola senese.
Con l'avvento del Rinascimento e la piena riscoperta del valore degli sfondi realistici, la tecnica del fondo oro cominciò a cadere in disuso per le opere su tavola, ispirandosi anche agli affreschi, dove per ragioni tecniche non era possibile o comunque era poco indicato stendere l'oro. 
Non è chiaro quale sia stato il primo artista a creare una pala d'altare senza il fondo oro: tale primato se lo contendono artisti di scuola fiorentina come Beato Angelico, Filippo Lippi e Domenico Veneziano, con opere databili agli anni trenta-quaranta del Quattrocento.
La tecnica del fondo oro restò in uso comunque ancora a lungo, sia per particolari richieste della committenza, sia per un persistere del gusto arcaico in zone più periferiche e di provincia, almeno per tutto il Cinquecento. 
Nelle zone di influenza ortodossa la tecnica non ha mai subito cali di popolarità, venendo tuttora usata nella realizzazione delle icone.

## Tecnica
La preparazione della tavola su cui stendere l'oro prevedeva la levigatura e poi l'impregnatura con una o più mani di colla naturale, la cosiddetta "colla di spicchi", ottenuta facendo bollire e restringere ritagli di pelle animale. Poi si procedeva a fasciare le tavole con una tela morbida, preferibilmente tela vecchia (il cosiddetto "cencio della nonna"), che veniva poi impresso con almeno due strati di gesso: uno ruvido, per livellare, ed uno fine per creare la base pittorica su cui si procedeva disegnando coi carboncini. 
Si stendeva poi sulla parte da dorare uno strato di bolo, cioè un'argilla rossastra sciolta con acqua e chiara d'uovo ("preparazione rossa"). Esiste anche una preparazione in terra verde, usata per esempio nel Nord-Italia. La foglia d'oro veniva poi applicata per rettangoli che venivano "soffiati" (a causa dell'estrema leggerezza del materiale sottilissimo) su un pennello e applicati con la pressione delle setole. La foglia veniva poi schiacciata e levigata con il brunitore, una sorta di pennello con una pietra d'agata appiattita all'estremità. Per il costo del materiale, è ovvio che si stendesse l'oro solo sulle parti necessarie, ritagliando con un coltellino le parti in eccesso. La stessa pittura sull'oro era molto più complessa e veniva eseguita solo quando si volevano ottenere effetti particolari mediante lo sgraffito o velature trasparenti.
Spesso il fondo per l'oro veniva anche preparato con della pastiglia, una specie di stucco, che poteva essere plasmata o incisa con rotelle e punzoni. Serviva per dare un risalto alle aureole ed eventuali gioielli oppure per muovere lo sfondo con una tramatura. Infine si iniziava a stendere il colore.